# Pseudomulciber salomonum
Pseudomulciber salomonum là một loài bọ cánh cứng trong họ Cerambycidae.